# برادران فارلی
پیتر فارلی(به انگلیسی: Peter Farrelly)(زاده ۱۷ دسامبر ۱۹۵۶) و بابی فارلی (به انگلیسی: Bobby Farrelly) (زاده ۱۷ ژوئن ۱۹۵۸) دو برادر و کارگردان آمریکایی هستند.
از فیلم‌های معروف آن‌ها می‌توان به کارگردانی  فیلم احمق و احمق‌تر اشاره کرد.

## فیلم‌شناسی
فهرست برخی از فیلم‌هایی که برادران فارلی در آنها به کارگردانی یا فیلم‌نامه‌نویسی پرداخته‌است:
- احمق و احمق‌تر (۱۹۹۴)
- سردسته (۱۹۹۶)
- یه چیزی راجع به مری هست (۱۹۹۸)
- من، خودم و آیرین (۲۰۰۰)
- سلول قهرمان (۲۰۰۱)
- هال ظاهربین (۲۰۰۱)
- وابسته به تو (۲۰۰۳)
- تب استقرار (۲۰۰۵)
- کودک دل‌شکسته (۲۰۰۷)
- گذرگاه (۲۰۱۱)
- سه کله‌پوک (۲۰۱۲)
- احمق و احمق‌تر ۲ (۲۰۱۴)
- کتاب سبز (۲۰۱۸) (پیتر فارلی)